# Пробуждение жизни
«Пробуждение жизни» (англ. Waking Life; дословно — «Жизнь наяву») — анимационно-игровой фильм Ричарда Линклейтера 2001 года. Материал с живыми актёрами был записан на обычную плёнку, а затем с помощью компьютера подвергся анимационной обработке. Позднее по той же технологии режиссёр создал киноленту «Помутнение». Основной объект картины — сон. В России фильм также известен под названием «Жизнь наяву». Одни из персонажей «Пробуждения жизни» — Джесси и Селин из фильма 1995 года «Перед рассветом».

## О фильме
Фильм создан Линклейтером, который исполнил в данной работе и функции режиссёра, и функции оператора. После окончания съёмок работу над Пробуждением жизни продолжили примерно 30 аниматоров, которые с помощью компьютера полностью изменили внешний вид фильма. После этого он начал выглядеть скорее как анимация. «Плавающие» объекты в кадре, меняющиеся лица персонажей и многое другое, по замыслу, должны напоминать сон, который и является главной темой фильма.

## Сюжет
Главный герой фильма встречается с различными людьми и слушает их размышления на философские и эзотерические темы (реинкарнация, смерть и жизнь, эволюция), которые позже концентрируются вокруг природы сна и практик осознанных сновидений. Также персонажи фильма высказываются по различным вопросам отношения к жизни. Поднимаются острые вопросы, касающиеся «рабской системы», в которой мы существуем. В разговорах и наблюдениях главный герой понимает, что всё происходящее вокруг ему снится, но он не может выбраться из этого сна. Один сон сразу же сменяется другим.

## Награды
На фестивале в Венеции в 2001 году «Пробуждение жизни» получил награду CinemAvvenire за лучший фильм, а в 2002 — награду Национального общества кинокритиков за лучший экспериментальный фильм.

## В ролях
| Актёр             | Роль                                            |
| ----------------- | ----------------------------------------------- |
| Уайли Уиггинс     | главный персонаж                                |
| Итан Хоук         | Джесси                                          |
| Жюли Дельпи       | Селин                                           |
| Алекс Джонс       | парень в машине с громкоговорителем             |
| Адам Голдберг     | один из четырёх человек                         |
| Стивен Содерберг  | парень в интервью на телевидении                |
| Ричард Линклейтер | пассажир лодки-машины/парень, играющий в пинбол |